# Aleuroplatus cockerelli
Aleuroplatus cockerelli es un hemíptero de la familia Aleyrodidae, con una subfamilia: Aleyrodinae.
Fue descrita científicamente por primera vez por von Ihering en 1897.